# 外顶
外顶（侗语:weex dingh），侗族习俗，意为“村寨之间青年男女集体性的社交活动”。农历正月举行，各寨轮流做东道主。届时，甲寨向乙寨发出红帖邀请，乙寨则组织二三十名男女青年到甲寨去唱侗歌演侗戏。每晚演出完毕，又三三两两在歌堂里行歌坐夜(谈情对歌)。数日后，乙寨客人离去时，主寨青年赠送粮食、糕点、糯米粑粑等。客人回寨后邀请全体青年男女共食甲寨馈赠的礼物，边吃边唱，表示领受甲寨青年的美好心意。轮流相邀，结伴走寨，达到交往、联谊之目的。